# Ivan Antolčić
Ivan Antolčić (Komarevo, 15. svibnja 1928. – Zagreb, 28. siječnja 2019.), hrvatski je kipar, grafičar, scenograf, crtač, slikar, dizajner i ilustrator. Osim tih djela, izrađuje reljefe, serigrafije, medalje, plakete, grafički dizajnira kazališne plakate, kazališne zastore, slika štafelajne i oltarne slike. Jednim je od najvećih hrvatskih animalista. Živio je i radio u Zagrebu.

## Životopis
Rodio se je 1928. u Komarevu. U Zagrebu je išao u Školu primijenjene umjetnosti u Zagrebu. Nakon što je tu školu završio 1953. godine, iduće je dvije godine radio u HNK-u kao slikar maske. Poslije tog posla radio je kao scenski kipar. U zagrebačkom HNK-u radi od 1965. kao slikar i scenski kipar. Mirovinu je dočekao u toj hrvatskoj kazališnoj kući. Najuspješniji je hrvatski ilustrator. Ilustrirao je brojna izdanja za djecu i mladež. Među ostalim, ilustrirao je knjige Ljubice Kolarić-Dumić, Paje Kanižaja, Puškina, Josipa Stanića Staniosa, Ante Gardaša, Jakoba Grimma, Grigora Viteza, Ivane Brlić-Mažuranić, Darka Raškaja, Nikole Tadića, Ivana Štulića, Mate Šipuša, Nade Iveljić, Dušice Seferagić, Mile Maslaća, Slavka Jendrička, Dragana Lendrića, Ivanke Kovač-Kovjanić, Krste Špoljara, Dubravka Horvatića, Aleksandra-Leke Rodića, Hrvoja Hitreca, Malkice Dugeč, Branka Ćopića, Zvonimira Baloga, Miroslava Vaupotića, Ivana Ićana Ramljaka, Ljerke Car-Matutinović, Vladimira Nazora i drugih. Surađivao je s dječjim listom Radosti te još nekim izdanjima Školske knjige i inih nakladnika. Objavio je nekoliko grafičkih mapa.
Medaljerska djela su mu slobodna oblika. Tema njegovih grafika su drveno graditeljstvo Posavine, etnografski predmeti.
Izlagao je na mnoštvo izložaba u Hrvatskoj i inozemstvu. Djela mu se nalaze u Hrvatskoj i inozemstvu. Poznat je odljevak kipa nobelovca Preloga koji se nalazi u Pragu.
Članom je HDLU-a i ULUPUH-a od 1961. godine.
Boris Vrga je napisao knjigu o Ivanu Antolčiću Posavski Antej.
Umro je u Zagrebu. Posljednji ispraćaj Ivana Antolčića bio je 1. veljače u 10 sati na zagrebačkom Mirogoju.

## Nagrade i priznanja
Dobio je brojne nagrade, od kojih vrijedi istaknuti:
- 1975. nagrada Grigor Vitez
- 1975. nagrada Ivane Brlić Mažuranić
- 1976. Zlatno pero Beograda
- 1980. nagrada Grigor Vitez
- 1975. nagrada Ivane Brlić Mažuranić
- 1987. nagrada Grigor Vitez
- 1989. nagrada Grigor Vitez
- 1992. nagrada Grigor Vitez
- 2010.: nagrada ULUPUH-a za životno djelo[3]
- Zlatna ptica nagrade Grigor Vitez za knjigu Triput furaj, jednom guraj